# Kalle och chokladfabriken
Kalle och chokladfabriken (engelska 
Charlie and the Chocolate factory) är en skönlitterär barnbok från 1964 av den brittiske författaren Roald Dahl. Boken karaktäriseras av sitt vardagliga och lätta språk, sina detaljerade beskrivningar, och sin genre, som kan beskrivas som science fiction för barn. Detta är karaktärsdrag som går igen i de flesta av Dahls andra barnböcker.

## Handling
Boken handlar om en pojke, Kalle Spann (orig. Charlie Bucket), som lever fattigt i en liten stuga med sina föräldrar och deras fyra sängbundna föräldrar. Kalle är en snäll och omtänksam pojke, i linje med många andra barnbokshjältar. Kalle drömmer ständigt om choklad, och han får en chokladkaka en gång om året, på sin födelsedag. I närheten av Kalles hem ligger världens största chokladfabrik – som ägs av herr Willy Wonka. Wonka är den störste och mest uppfinningsrike chokladtillverkaren och han producerar alla sorters fantastiska och delikata sötsaker. På grund av industrispionage som nästintill ruinerade chokladfabriken, tvingades Wonka stänga fabriken för allmänheten och avskeda sina anställda. Efter en tid startades fabriken åter, men inga arbetare sågs passera fabrikens port.
Wonka tar världen med häpnad och utlöser masshysteri, när han bestämmer sig för att lotta ut besök i fabriken. Innanför omslagspappret på fem Wonka-chokladkakor göms en gyllene biljett som garanterar upphittaren och två av dess familjemedlemmar tillstånd att besöka fabriken. Kalle lyckas hitta en gyllene biljett och han och hans farfar, Johan, blir insläppta i Wonkas chokladfabrik, där de får möta hans många underbara godisskapelser. Dock finns det en del prototyper som resulterar i ganska hårresande biverkningar. De andra biljettupphittarna uppför sig illa och en efter en råkar de ut för bisarra och riskabla olyckor, som medför att de tvingas lämna fabriken.
- August Glupsk, en mycket tjock och glupsk pojke, som drack ur Wonkas chokladflod när han plötsligt sögs upp i ett chokladrör som ledde till kolarummet.
- Violetta Fagervy, som tuggat på samma tuggummi i flera månader, testar ett prototyptuggummi innehållande en trerättersmiddag och förvandlas till ett jättelikt blåbär.
- Erika Salt, en bortskämd flicka som av sin rika pappa får allt hon pekar på. Hon kastas ned i sopnedkastet av ekorrar som tränats för att kontrollera nötter, och slänga bort de dåliga.
- Micke Tevén, som tillbringade hela dagarna med att se på Westernfilmer på TV, förminskades av en TV-kamera som byggts för att skicka chokladkakor genom televisionen.

Det visar sig att fabriksarbetarna är "Oompa-Loompier" – en grupp kortväxta människor ifrån ett fjärran land som går med på att flytta in i fabriken och bli Wonkas arbetare i utbyte mot obegränsade mängder med deras favoritdelikatess, kakaobönor, råvaran i choklad. Stundtals brister de alla ut i sång, sånger som kommenterar de andra barnens dåliga uppförande och dess fördärvliga följder. Mot slutet av berättelsen visar det sig att lotteriet var en plan av Willy Wonka för att hitta och välja ut sin arvinge. I egenskap av den sista kvarvarande Gyllene biljett-upphittaren får Kalle ärva Herr Wonka. Wonka, Kalle och farfar Johan ger sig ut på en hisnande färd i Wonkas glashiss, som tar dem hem till Kalles stuga för att hämta upp hans övriga familjemedlemmar. Där tar uppföljaren vid, Kalle och den stora glashissen.

## Filmatiseringar
Boken filmatiserades som Willy Wonka och chokladfabriken (1971) med Gene Wilder som Wonka. Den har också filmats för svensk TV (1983), med Ernst-Hugo Järegård som inläsare till ett animerat bildspel av Bengt Arne Runnerström, regisserad av Lars DO Sjögren. En annan filmatisering är  Kalle och chokladfabriken (2005), regisserad av Tim Burton, och med Johnny Depp som Willy Wonka. År 2023 har långfilmen Wonka premiär. Filmen har Timothée Chalamet i titelrollen och bygger på karaktärer från Kalle och chokladfabriken.

## Övrigt
Det finns en amerikansk godistillverkare som använder karaktärer och bildspråk ifrån boken i sin marknadsföring.